# Skicircus Saalbach-Hinterglemm/Leogang/Fieberbrunn

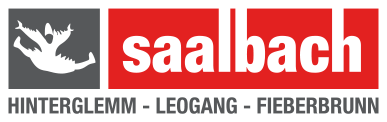
Aktuelles Logo des Skicircus’

Der Skicircus Saalbach Hinterglemm Leogang Fieberbrunn ist ein Skigebiet in Österreich. Das Wintersportgebiet erstreckt sich über die Orte Saalbach, Hinterglemm und Leogang im Salzburger Land und Fieberbrunn in Tirol. Er erstreckt sich auf beiden Talseiten über die Berge des Glemmtals und wird durch eine Verbindung nach Leogang und nach Fieberbrunn ergänzt. Da das Gebiet rund um das Tal und die Gemeinde Saalbach-Hinterglemm angelegt ist, wurde der Begriff „Skicircus“ gewählt.

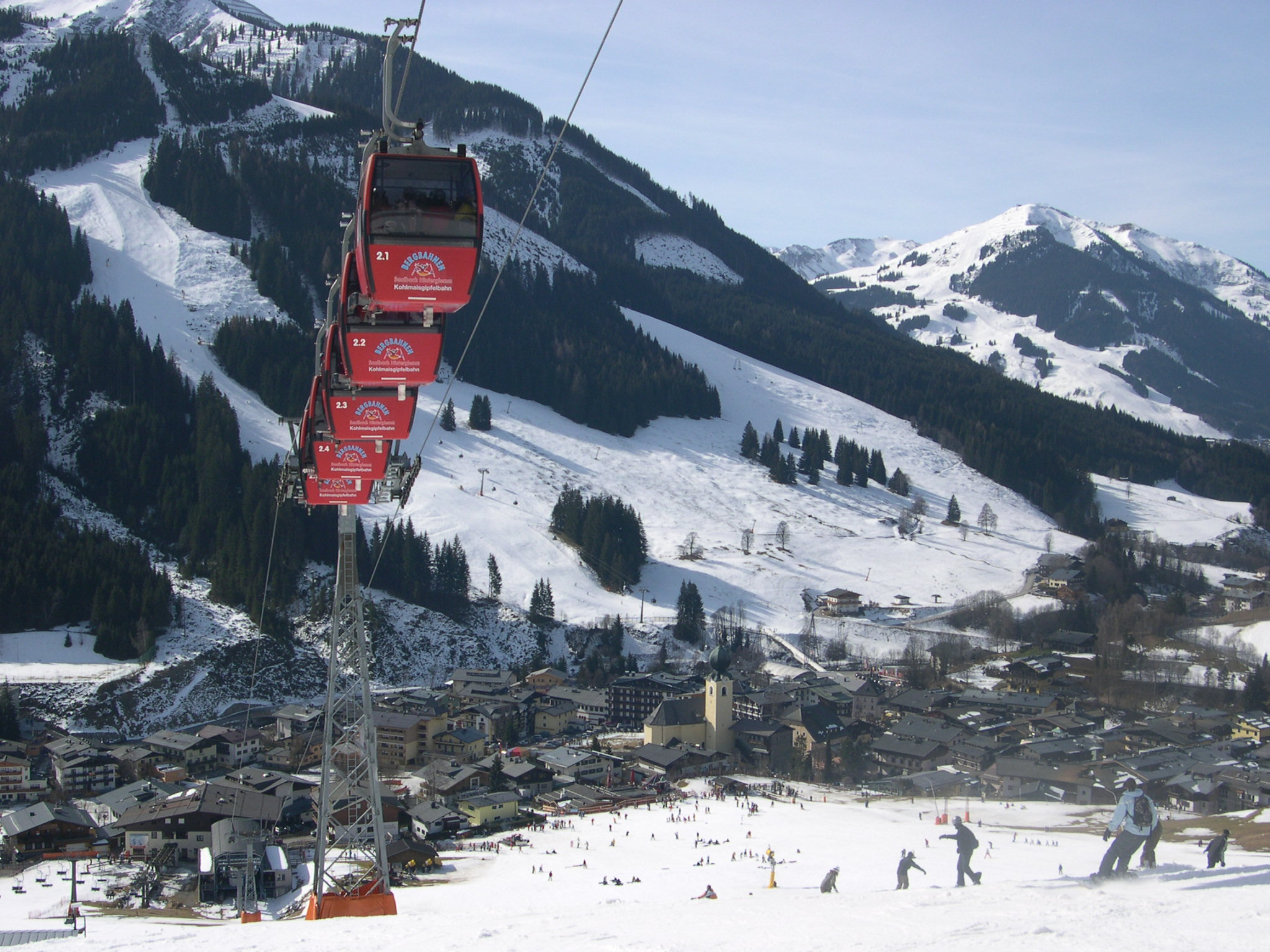
Ein Wahrzeichen des Skicircus’: Die Kohlmais-Gipfelbahn; im Hintergrund Saalbach sowie Schattberg und Zwölferkogel

## Gebiet
Unterhalb des Kohlmaiskopfs auf der nördlichen Seite des Glemmtals befinden sich besonders mittelschwere Pisten, unter ihnen auch eine WM-Strecke der Alpinen Skiweltmeisterschaften 1991. Westlich von Kohlmais befinden sich Bernkogel, Reiterkogel und Hochalm. Auch hier sind die Abfahrten zumeist leicht oder mittelschwer. Der höchste Punkt im Skicircus ist der „Westgipfel“ des Schattbergs (2096 Meter) auf der gegenüberliegenden Talseite. Der Schattberg besteht eigentlich aus zwei Bergen, „Schattberg Ost“ und „Schattberg West“, und bietet anspruchsvollere Pisten. Am Hang des Zwölferkogels ist der schwierigste Bereich mit WM-Strecke und Weltcup-Piste. Am „Asitz“ in Leogang findet man wiederum eher leichte bis mittelschwere Abfahrten.

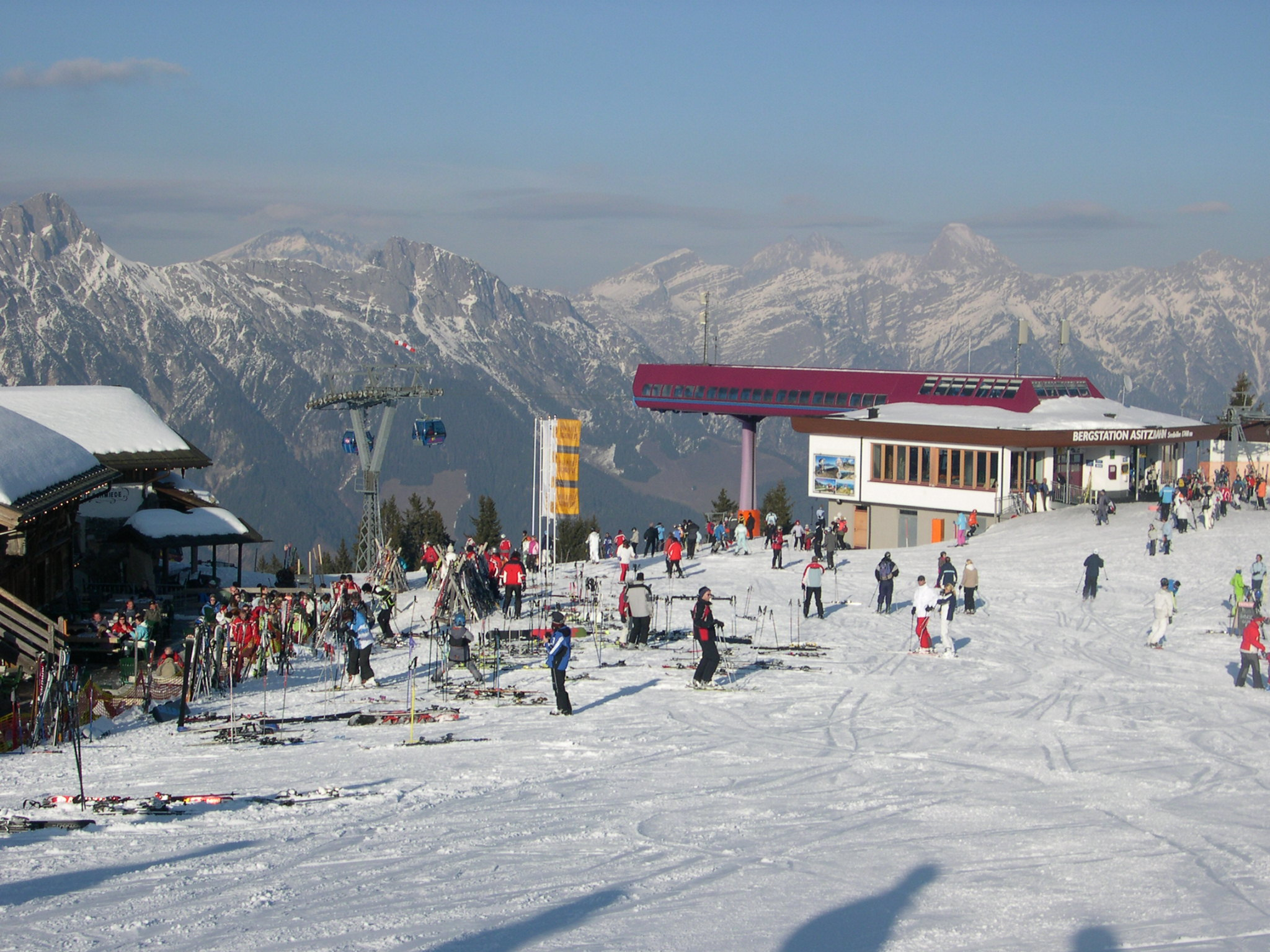
Die Bergstation der Leoganger Asitzbahn

## Geschichte
Am 17. September 1945 gründeten einige Männer die Schiliftgesellschaft Saalbach. Als erstes werden ein Schlepplift und ein Sessellift auf dem Kohlmais erbaut. Zwei Jahre später folgen der Bau eines Sesselliftes auf dem Schattberg sowie eines Babyliftes auf der sogenannten Turmwiese und eines in Wallehen. 1948 wird der Ski- und Sportclub Saalbach zur Verwaltung des sportlichen Bereiches gegründet. Zu dieser Zeit war Saalbach eines der vier größten Fremdenverkehrsziele Österreichs, neben Salzburg-Stadt, Badgastein und Hof Gastein. 1950/1951 gründete sich in Hinterglemm die Zwölferkogel – Personengemeinschaft, welche den Bau der Schlepplifte über das Auergsuach bis zu den Kugelbäumen in Auftrag gab. Die nun bereits bestehenden Lifte wurden in den folgenden Jahren modernisiert und verlängert. Des Weiteren wurden zahlreiche neue Lifte erbaut. Im Jahre 1959 begannen die Bauarbeiten der Seilbahn auf dem Schattberg-West und des Limbergliftes. Diese Projekte wurden am 20. Dezember 1960 fertiggestellt. Bekanntheit erlangte diese Seilbahn als „größte auf einem Seil schwebende Seilbahn der Welt“. Im Sommer 2003 wurde diese Seilbahn nach über 40 Jahren durch die Achter-EUB-Kabinenbahn Schattberg-X-Press mit Mittelstation ersetzt.

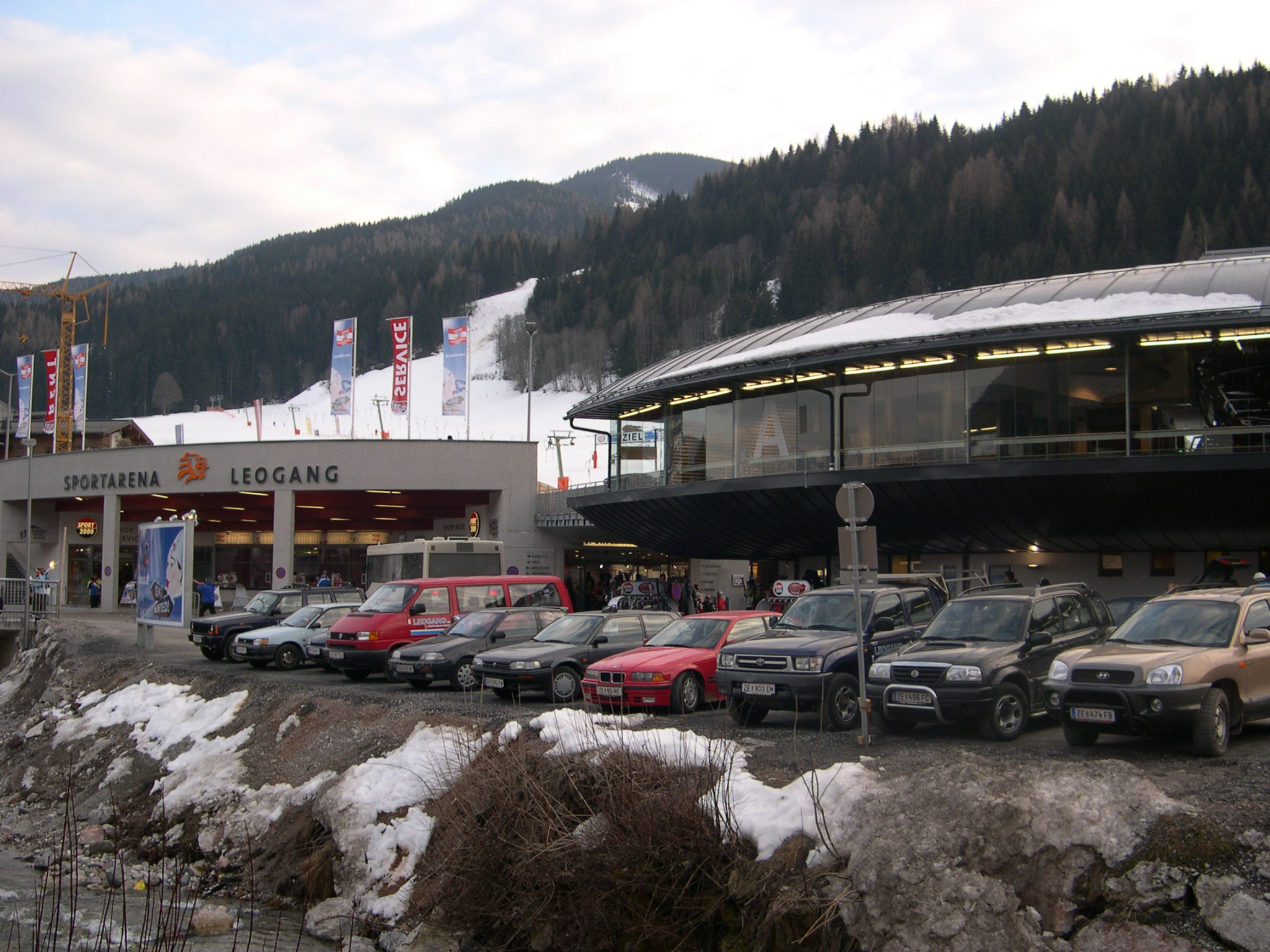
Seit dem Winter 2006/07 in Betrieb: Die umgebaute Leoganger Talstation

Ende der 1970er-Jahre erfolgten der Bau des Tellerliftes Riederfeldlift und des Schleppliftes Seekarlift, welcher bis heute noch in Betrieb ist. In den 1980er-Jahren wurden die Dreiersesselbahn am Kohlmais erbaut sowie in den Jahren 1987 bis 1989 die Schönleitenbahn, welche von Vorderglemm auf die Wildenkarkogel führt. Für die Skisaison 1989/1990 wurde eine Zwölfer-Stehgondel mit dem Namen Zwölfer-Nordbahn von der Hochalm auf die Zwölferkogel erbaut. Zur Alpinen Ski WM 1991 wurde die Kohlmaisgipfelbahn, eine Zehner-Gruppenumlaufbahn, errichtet. Ein Jahr später nahmen die Asitzkabinenbahn I+II ihren Betrieb von Leogang auf den Asitz auf. 1993 wurde die Zwöferkogelbahn, eine rote Achter-Ein-Seil-Umlaufbahn von Hinterglemm auf die Zwölferkogel, auf der sich auch die Bergstation der Zwölfer-Nordbahn befindet, erbaut. Zwei Jahre später folgte die Errichtung des Limberg 4er Sesselliftes, dessen Bergstation sich auf dem Schattberg Ost befindet. Im Hinterglemm nahm im Winter 1996/1997 der Hochalm 6er, der auf den Reichkendlkopf führt, seinen Betrieb auf. Als Zubringer auf den Hasenauerköpfl nahm ein Jahr später die Achtergondel Reiterkogelbahn ihren Betrieb auf. Für die Saison 1998/1999 wurden drei neue Tellerlifte und der Polten Vierer Sessellift erbaut. In den folgenden zwei Jahren erfolgten die Errichtung der Sessellifte Sportbahn Asitzkogel 2000, Spieleck 6er Sesselbahn und Sunliner Reitergipfel 4er. Die nächste Investition im Skicircus war der Bau des Schattberg X-presses, einer etwa 2700 Meter langen Achter-Gondelbahn, die um die 2300 Personen pro Stunde befördert und auf den Schattberg-Ost führt. Für den darauffolgenden Winter wurden die Sechsersessellifte Zehner an der Zwölferkogel und Asitzmuldenbahn, welche auf den kleinen Asitz führt, errichtet.
Für die Skisaison 2005/2006 wurde in vier neue Anlagen investiert. Eine davon war die Hochalmbahn, die die Touristen von der Talstation der Zwölfer-Nordbahn zu den Talstationen der Lifte Spieleck und Hochalm transportiert. In Saalbach wurde am Kohlmais der Magic 6er Bergeralm und der Panorama 6er Kohlmais neu eröffnet. Im Hinterglemm selbst nahm der Tellerlift Oberschwarzach seinen Betrieb auf. Die Schönleiten 6er Gipfelbahn, welche parallel zur zweiten Sektion der Schönleitenbahn verläuft, sowie der Schattberg Sprinter, der den Schattberg-Ost mit dem Schattberg-West verbindet, transportierten im Winter 2006 erstmals die Touristen. Ein Jahr später wurde der Asitz 8er Gipfellift anstelle des alten Vierersesselliftes errichtet.
Ein Großprojekt im Skicircus wurde im Sommer 2009 vollzogen, als gleich drei neue Sessellifte im Skigebiet errichtet wurden. Auf der sogenannten Turmwiese auf dem Kohlmaiskopf wurde ein Schlepplift durch einen Sechser-Sessellift mit beheizten Sitzen ersetzt. Anstatt der Vierersesselbahn am Hasenauerköpfl transportiert nun eine beheizte Achtersesselbahn die Touristen an dieser Stelle. In Leogang wurde an der Mittelstation der Asitzbahn ein Vierer-Sessellift anstelle eines Schleppliftes erbaut.
Für den Winter 2010/2011 wurde die Flutlichtpiste des Skigebietes mit Hilfe der neuen Achter-Kabinenbahn Unterschwarzach, welche für einen Schlepplift errichtet wurde, in Hinterglemm vergrößert und modernisiert.
Im Sommer 2011 wurde der Doppelsessellift Reiter Ost durch einen Sechser-Sessellift ersetzt. Im gleichen Jahr ersetzte eine Achterkabinenbahn mit Sitzheizung den Dreier-Sessellift auf den Bernkogel. Fertigstellung dieser Projekte war im Oktober 2011. Ebenfalls wurde mit dem Bau eines Speicherteiches am Wetterkreuz begonnen. Im Sommer 2012 wurde der bisherige Schlepplift am Wetterkreuz durch einen kuppelbaren Sechser-Sessellift ersetzt. Der Speicherteich und der neue Sessellift wurden Anfang der Wintersaison 2012/2013 mit einer Einweihung eröffnet.
Zur Saison 2013/2014 wurde erneut ein Schlepplift durch eine kuppelbare Sechser-Sesselbahn ersetzt. Die neue Rosswaldbahn befindet sich nun an der Stelle des alten Rosswaldliftes und dient der Verbindung der Lifte auf der Hochalm (Spieleck, Reichkendlkopf) mit dem Reiterkogel. Darüber hinaus baut der Skicircus seit ein paar Jahren stetig seine Beschneiungsanlagen aus.
Zum Winter 2014/2015 wurde die Polten 4er Sesselbahn durch eine moderne Achtersesselbahn ersetzt, zudem wurde im Bereich des Asitz nach sieben Jahren Planungszeit eine neue Gondelbahn, die Steinbergbahn, zur Entlastung der Asitzbahn erbaut. Im Ort Saalbach wurden darüber hinaus das alte Haus, in dem sich der Tourismusverband befand, abgerissen und ein neues, moderneres Tourismusinformationsgebäude errichtet.
Der in den vergangenen Jahren angedachte Zusammenschluss mit der Schmittenhöhe wurde jedoch vorerst nicht realisiert. Als erster Schritt des Zusammenschlusses dient jedoch die Wiedereröffnung einer Skiroute von der Schmittenhöhe nach Viehhofen. Diese hatte von den 1930er- bis in die 1980er-Jahre hinein schon Bestand und wurde daher weitgehend problemlos wiedereröffnet.
Zur Saison 2015/2016 wurde der Zusammenschluss mit dem Skigebiet Fieberbrunn realisiert. Hierzu führt eine neue 10er -Einseilumlaufbahn namens TirolS von der Talstation der Gondelbahn Reckmoos-Süd in Fieberbrunn auf den Reiterkogel zwischen Saalbach und Hinterglemm. Rund 20 Mio. Euro nahm Fieberbrunn dafür in die Hand, die Salzburger stellen den Grund für die Bergstation der Bahn zur Verfügung. Mit dem Bau der neuen Verbindung wurde im Frühjahr 2015 begonnen. Zeitgleich wurden die Ankerlifte auf dem Bernkogel durch eine kuppelbare Sechsersesselbahn ersetzt. Ebenfalls wurde mit dem Bau der zweiten Sektion der Bahn „Viehhofen-Salersbachköpfl“ begonnen, welche entlang der Skiroute von der Schmittenhöhe nach Viehhofen verlaufen wird. Mit dem Bau der 500 Meter langen ersten Sektion sollte im Folgejahr begonnen werden, sodass der Einstieg von Viehhofen in das Skigebiet Schmittenhöhe möglich ist. Die Investitionssumme beträgt ungefähr 25 Millionen Euro.

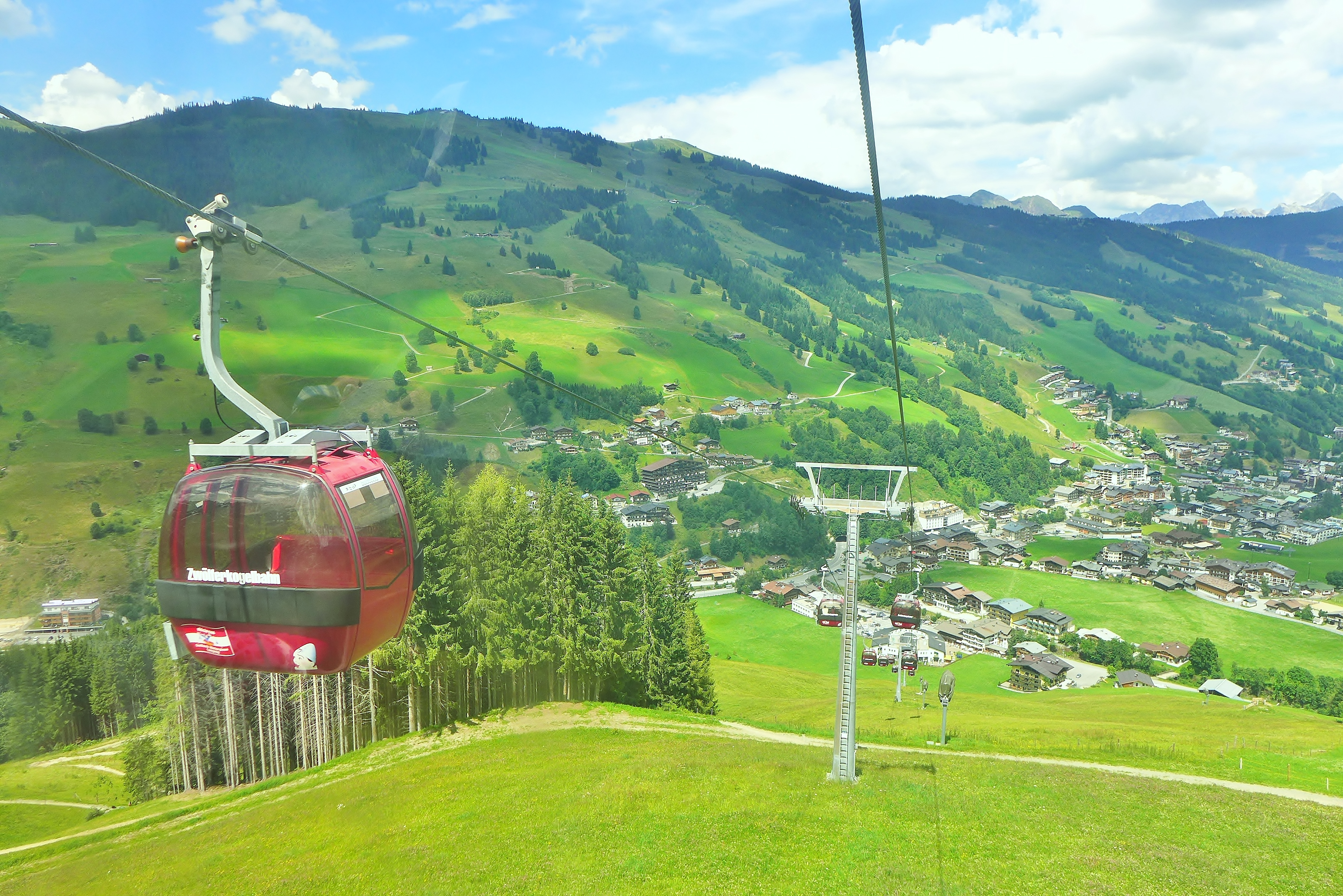
Blick aus einer der Gondeln der Zwölferkogelbahn auf die Talstation.

Zur Saison 2016/2017 wurde die 1987 erbaute Schönleitenbahn durch eine moderne 10er-Kabinenbahn mit Sitzheizung ersetzt. Außerdem wurde eine Verbindungsbahn namens "12er Express" von den Übungsliften im Bereich Westgipfel zur Zwölferkogel gebaut, womit die beiden Berge besser zu erreichen sind.
Im Herbst 2018 wurde mit dem Bau des zellamseeXpress I (Viehhofen-Winkelstation) begonnen, womit ein Einstieg in das Skigebiet Schmittenhöhe ermöglicht wird. Weiter wurde im Sommer 2018 die Kohlmaisbahn durch eine neue 10er-Gondelbahn ersetzt. Bereits im Sommer 2017 wurde die neue Mittelstation errichtet. Außerdem wurde am Asitz die alte Asitzmuldenbahn 6er durch eine moderne 8er-Sesselbahn ersetzt.
Im Sommer 2019 wurde die alte 8er-Kabinenbahn auf den Zwölferkogels durch eine neue 10er-Kabinenbahn ersetzt, welche auf selber Trasse verläuft.

## Ausstattung
Derzeit gibt es im Skicircus 70 Liftanlagen, davon 27 Gondelbahnen, 21 Sessellifte und 21 Schlepp- beziehungsweise Übungslifte. Die Förderleistung der 69 Liftanlagen beträgt im Winter circa 126.000 Personen pro Stunde. Die Pisten werden laut Angabe des Betreibers auf 270 Kilometern Länge präpariert. Davon werden 140 als leicht, 110 als mittelschwer und 20 als schwer eingestuft. Sämtliche Hauptabfahrten sowie zahlreiche Nebenabfahrten sind mit Technik zur künstlichen Beschneiung ausgestattet. Hierfür werden zwölf Speicherteiche und insgesamt 927 Schneeerzeuger genutzt.

## Gesellschafter
Die Lifte des Skigebiets werden betrieben von fünf unterschiedlichen Bergbahnen:
- Saalbacher Bergbahnen Ges.m.b.H.: Kohlmais, Schattberg, Bernkogel
- Bergbahnen Saalbach Hinterglemm Ges.m.b.H.: Reiterkogel, Schönleiten, Westgipfel, Vorderglemm, Viehhofen
- Hinterglemmer Bergbahnen Ges.m.b.H.: Zwölferkogel, Hochalm
- Leoganger Bergbahnen Ges.m.b.H.: Leogang.
- Fieberbrunner Bergbahnen Ges.m.b.H.: Fieberbrunn

## Diverses
- Im Test von Skiarea belegte der Skicircus in der Saison 2007/08 den zweiten Platz.
- 2009 wurde der Skicircus von der Redaktion der Zeitschrift DSV aktiv zum „beliebtesten österreichischen Skigebiet“ gewählt,[18] außerdem erhielt er von Where to Ski and Snowboard eine Auszeichnung für die „beste Skigebiets-Entwicklung in Europa“.[19]
- Neben dem Skipass des Gebiets selbst sind im Skicircus die Salzburg Superski Card, die Ski Alpin Card sowie die Kitzbüheler Alpen All Star Card gültig.
- Es besteht eine Kooperation mit der Skihalle Neuss.